# Conservative Party
Die Conservative and Unionist Party (deutsch Konservative und Unionistische Partei), kurz Conservative Party oder umgangssprachlich Tories genannt, ist eine konservativdemokratische Mitte-rechts-Partei im Vereinigten Königreich und besteht seit dem 19. Jahrhundert. Im auf dem Mehrheitswahlrecht basierenden britischen Zweiparteiensystem ist sie eine der beiden Parteien, die entweder die Funktion der Regierungs- oder die der offiziellen Oppositionspartei wahrnehmen. Ihre Gegenspielerin war bis zum Ersten Weltkrieg die Liberal Party, deren Funktion danach allmählich von der Labour Party übernommen wurde. Auf europäischer Ebene ist die Konservative Partei Mitglied der Europäischen Demokraten, welche nach der Europawahl 2009 in der Fraktion der Europäischen Konservativen und Reformer (ECR) sowie der Europapartei Allianz der Europäischen Konservativen und Reformer (AECR) aufgingen. Die Conservative Party hatte am 1. August 2022, zu Beginn der Abstimmung über den neuen Vorsitzenden, 172.437 Mitglieder.

## Geschichte
Die Konservative Partei bildete sich um 1830 um Robert Peel aus einer schon lange zuvor im Parlament des Vereinigten Königreichs existierenden lockereren Gruppierung, der Tory Party. Die Konservativen werden daher heute noch als Tories bezeichnet.
Ihr erstes Programm, das „Tamworth Manifest“, formulierte sie 1834. Als informelle Vereinigung ihrer Führungszirkel galt der renommierte Carlton Club, der im 19. Jahrhundert einige Jahrzehnte lang faktisch als das Hauptquartier der konservativen Partei fungierte. Nach 1846 befand sich die Partei in der Opposition – der Streit um die Korngesetze führte dazu, dass sich die Partei aufspaltete und eine Fraktion rund um Peel sich zunächst als eigenständige Gruppe formierte und dann den Liberalen anschloss. Diese dominierten danach die britische Parteienlandschaft, während die Konservativen sich meist in der Opposition befanden. 1874 errangen sie unter Benjamin Disraeli wieder eine solide Mehrheit. 1880 zog der liberale William Ewart Gladstone in seiner Midlothian-Kampagne gegen Disraelis Regierung ins Feld und schaffte es, bei der Unterhauswahl 1880 den Liberalen eine große Mehrheit zu sichern. Gladstones parlamentarische Initiative für eine irische Selbstverwaltung (Home Rule) bewirkte jedoch einen Bruch in der Liberalen Partei. Die Liberalen Unionisten stellten sich gegen Gladstones Initiative und spalteten sich von den Liberalen ab. Sie gingen ein Bündnis mit den Konservativen ein, um Gladstones Gesetzesinitiative zu Fall zu bringen, und banden sich in der Folge immer enger an die Konservativen. Dadurch änderten sich die parteipolitischen Kräfteverhältnisse nachhaltig zu Gunsten der Konservativen. Sie stellten in den nächsten Jahrzehnten mit Lord Salisbury und Arthur Balfour zwei bedeutende Premierminister.
Im 19. Jahrhundert waren die Konservativen die Hauptverfechter der Politik des Imperialismus. Unter Premierminister Benjamin Disraeli wurde Königin Victoria zur Kaiserin von Indien gekrönt. Die Frage des Freihandels spaltete allerdings die Partei während des ganzen 19. Jahrhunderts und führte im Jahr 1906 zum letzten großen Wahlsieg der Liberalen. Der spätere konservative Premierminister Winston Churchill verließ während dieser Zeit die Konservativen und wurde ein Liberaler. Der Streit um Home Rule für Irland und andere liberale Gesetzgebungsmaßnahmen sorgten in den folgenden Jahren für heftige Auseinandersetzungen.
Seit der 1912 erfolgten formellen Vereinigung mit den Liberalen Unionisten heißt die Partei offiziell Conservative and Unionist Party. In Schottland verblieb die Unionist Party zunächst weiter eine formal selbstständige Partei, die erst 1965 in der Conservative Party aufging. 1915 wurde aufgrund des Ersten Weltkriegs eine Koalition zwischen den regierenden Liberalen und den Konservativen gebildet, die ab Ende 1916 Premierminister H. H. Asquith stürzte und David Lloyd George an seiner Stelle zum Premierminister machte.
1922 führte eine parteiinterne Revolte in der Konservativen Partei zum Sturz des liberalen Premierministers David Lloyd George, der in die Opposition ging. Ab diesem Zeitpunkt löste die Labour Party die Liberalen zunehmend als Hauptkonkurrent der Konservativen ab. Die Konservativen bildeten unter Bonar Law eine Alleinregierung; nach Bonar Laws gesundheitsbedingtem Rücktritt übernahm Stanley Baldwin die Führung der Partei. Er ließ nach wenigen Monaten Neuwahlen ausrufen, bei denen die Konservativen jedoch eine Niederlage erlitten. Nach einem kurzen Intermezzo der ersten Labour–Regierung unter Ramsay MacDonald kam es zu erneuten Neuwahlen, die die Konservativen gewannen.
Bei der Unterhauswahl 1945 konnte die Labour Party erstmals die alleinige Mehrheit erringen und somit eine Alleinregierung bilden (→ Nachkriegszeit in Großbritannien). Sie löste die seit 1940 bestehende Kriegskoalition unter Winston Churchill ab, der allerdings 1951 wieder einen Wahlsieg für die Tories errang. In dieser Zeit rückte die Partei zeitweilig nach links und übernahm programmatisch viele Punkte der letzten Labour-Regierung. Ab der Mitte der 1970er Jahre kam es zur Abkehr dieses Nachkriegskonsenses unter der konservativen Parteivorsitzenden Margaret Thatcher, die die längste Amtszeit im 20. Jahrhundert (1979–1990) als Premierministerin innehatte und für deren Politik der Begriff „Thatcherismus“ geprägt wurde.
Unter Thatcher wurden die Tories sukzessive auch zur EU-skeptischeren der großen Parteien des Vereinigten Königreichs. Die Haltung zur Europäischen Union und zur Einführung des Euro hat die Partei bislang tief gespalten. Über dieser Frage stürzten letztlich nicht nur Thatcher, sondern auch ihre drei konservativen Nachfolger als Premierminister. Nach dem Wahlausgang 2010 ist ein Memo zur Europapolitik bekanntgeworden, das die Koalitionsverhandlungen beeinflusste. Vertrat Thatcher mit ihrer neoliberalen Wirtschaftsauffassung zu Beginn ihrer Amtszeit noch eine Minderheitsmeinung bei den Conservatives, entwickelte sich diese innerhalb der Partei über mehrere Jahrzehnte zur absoluten Orthodoxie.

Wähleranteil der Parteien seit 1832: Conservatives (blau),
Whigs/Liberals/LibDems (orange), Labour (rot)

Zwischen 1979 und 1997 stellte die Conservative Party mit Margaret Thatcher und John Major den Premierminister. Nach der Wahlniederlage von John Major gegen Tony Blair (Labour) bei den Unterhauswahlen 1997 befand sich die Conservative Party in der Opposition. Nach den Unterhauswahlen 2010 konnte die Conservative Party unter der Führung von David Cameron eine Koalition mit den Liberal Democrats um Nick Clegg bilden. So löste David Cameron Blairs Nachfolger Gordon Brown (Labour) als Premierminister ab. Bei den Unterhauswahlen 2015 gelang es den Tories entgegen den Umfragen, eine eigene Mehrheit im Unterhaus zu erreichen, sodass die Liberal Democrats aus der Regierung ausschieden.
Nachdem 2016 eine Mehrheit der Briten in einem Referendum für den Austritt aus der Europäischen Union gestimmt hatte, trat David Cameron von seinen Ämtern zurück und wurde durch Theresa May als Partei- und Regierungschefin ersetzt. May berief 2017 eine Wahl zum Unterhaus ein, bei der die Tories die absolute Mehrheit verloren, und wurde seitdem durch die DUP geduldet.
Nachdem May, nicht zuletzt in Folge der EU-Wahl, den Rückhalt ihrer Partei verloren hatte, trat sie im Juni 2019 von der Parteiführung zurück, um der Partei eine Neuwahl, auch für das Amt des Premierministers, zu ermöglichen. Vom 23. Juli 2019 bis zu seinem Rücktritt am 5. September 2022 war Boris Johnson Parteivorsitzender; zur Nachfolgerin gewählt wurde Liz Truss. Sie blieb es nur 49 Tage, bis Rishi Sunak übernahm.
Ein Problem für die Partei ist die Überalterung ihrer Mitgliederschaft; sie ist seit den frühen 1980er Jahren von annähernd 1.500.000 auf etwa 172.000 Mitglieder (Mitte 2022) zurückgegangen. Mit den Conservative Trade Unionists hat die Conservative Party eine (kleine) Arbeitnehmerorganisation. In der Partei gibt es zahlreiche politische Strömungen, zu denen in den 1980er-Jahren die Staatsinterventionen strikt ablehnenden dries (die «Trockenen»), die in dieser Hinsicht weniger strengen wets (die «Feuchten») zählten, oder heute die mods (gleichzeitig wirtschafts- und in Einzelfragen sozialliberal) und die rockers (autoritär-traditionalistisch).

## 1922-Komitee

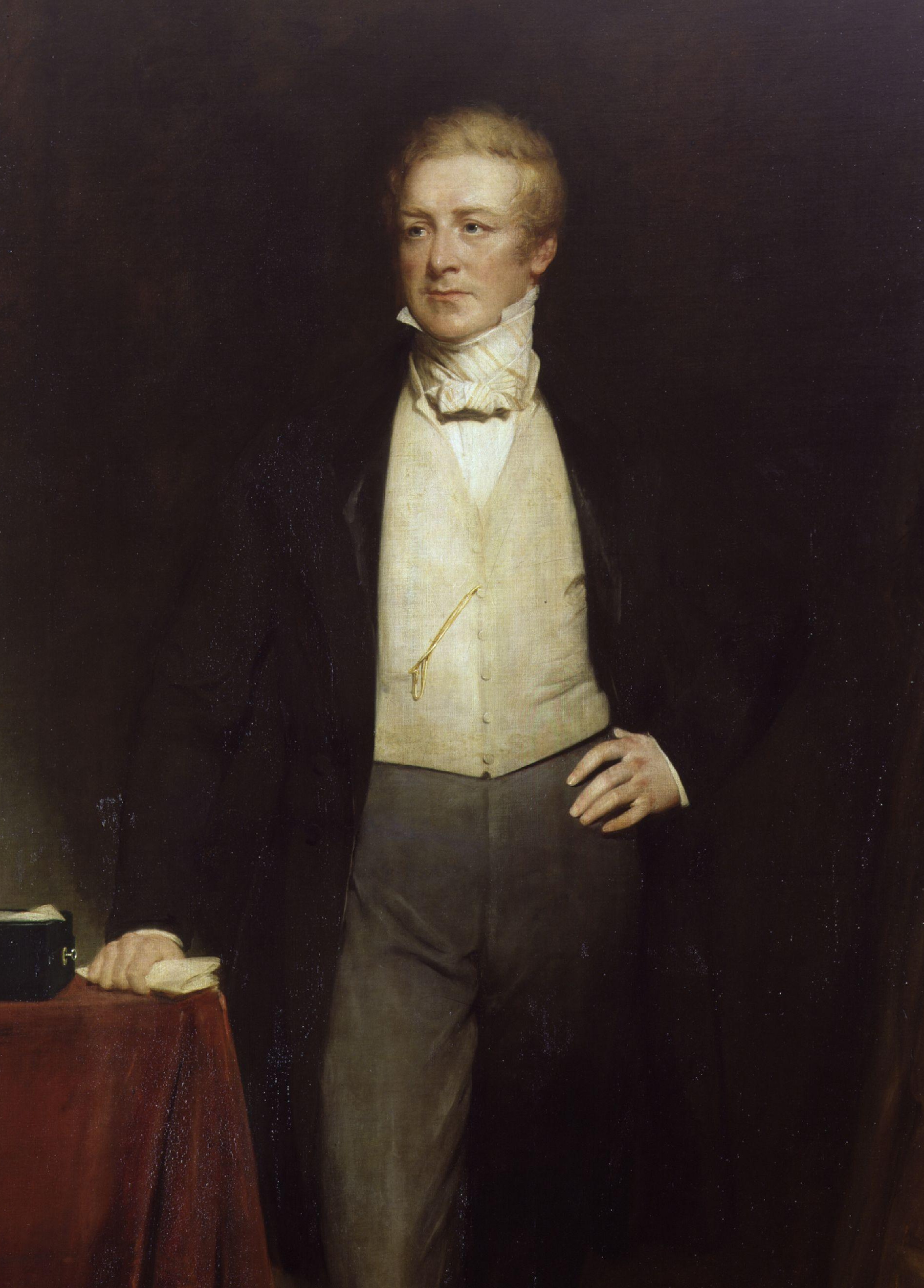
Robert Peel

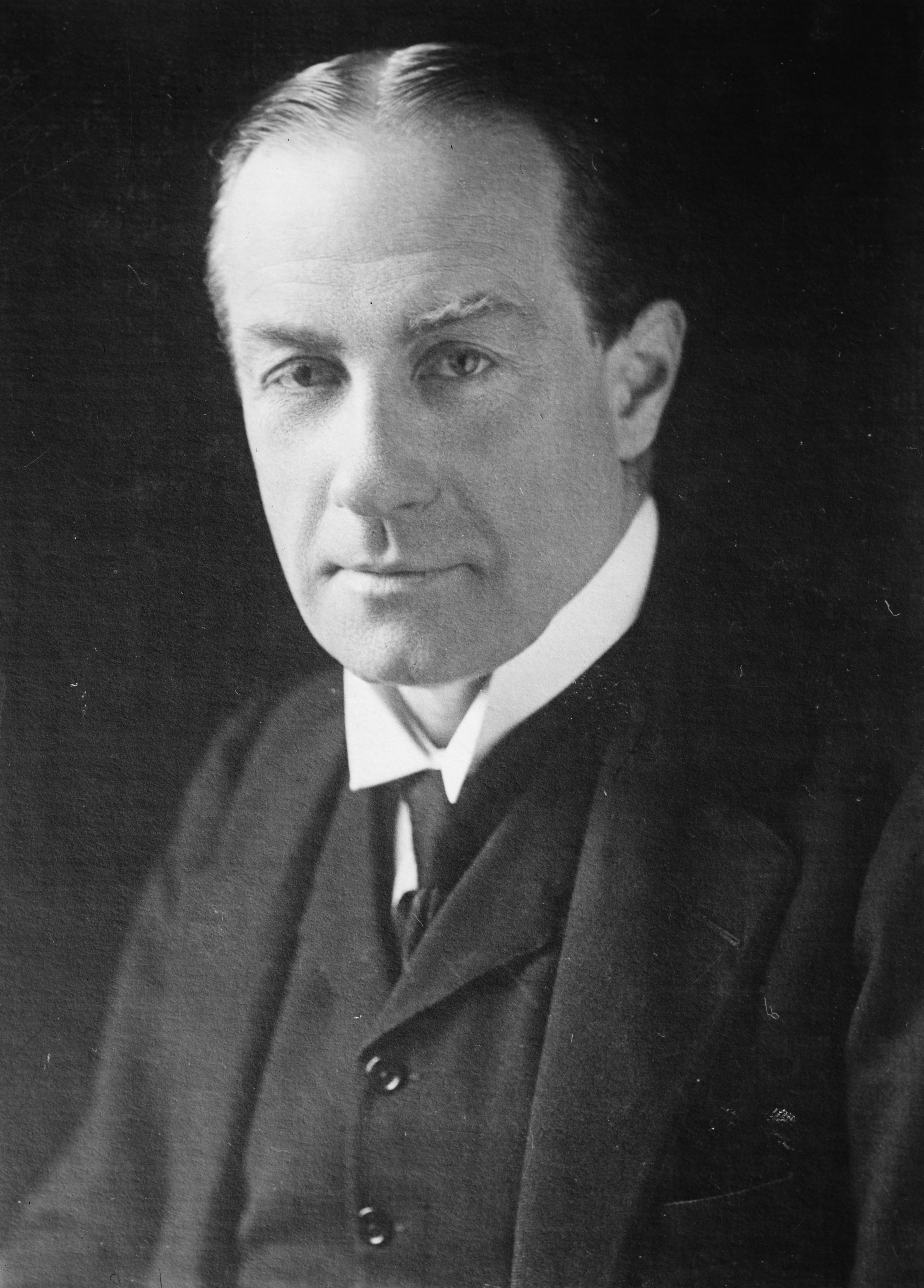
Stanley Baldwin

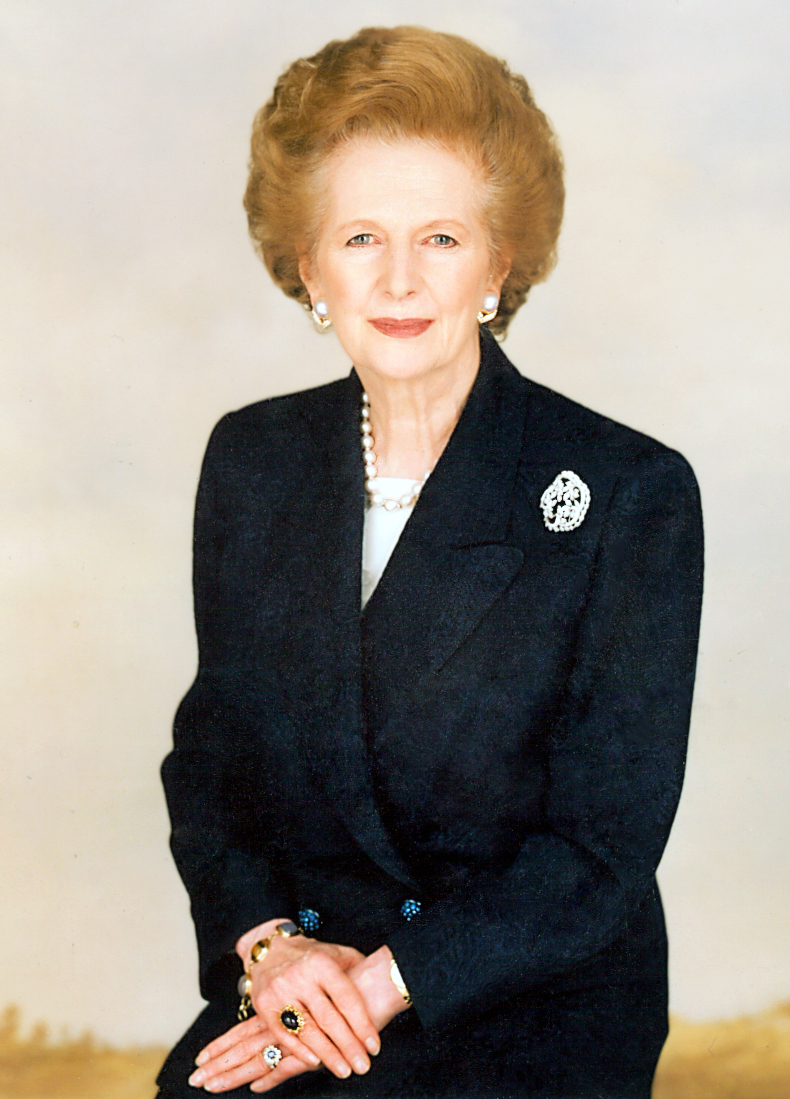
Margaret Thatcher

Das 1922-Komitee organisiert – neben anderen Aufgaben und Tätigkeiten – die Wahl eines neuen Parteiführers. Somit beaufsichtigt es von der Kandidatenmeldung über die Vorabstimmungen bis zur endgültigen Briefwahl durch die Parteimitglieder das Prozedere der Wahl. Die Anzahl der Vorabstimmungen richtet sich nach der Anzahl der Kandidaten, d. h. bei z. B. fünf Kandidaten sind drei Vorabstimmungen notwendig (bei jeder der Vorabstimmungen scheidet jeweils der oder die letzte der Kandidaten aus) um den Mitgliedern letztlich zwei Kandidaten zur Briefwahl anbieten zu können.

## Parteiführer (Leader)
| Name                                                       | Amtszeit (Beginn)  | Amtszeit (Ende)    |
| ---------------------------------------------------------- | ------------------ | ------------------ |
| Spencer Perceval (Tory Party)                              | 1809               | 1812               |
| Robert Banks Jenkinson, 2. Earl of Liverpool (Tory Party)  | 1812               | 1827               |
| Frederick John Robinson, 1. Viscount Goderich (Tory Party) | 1827               | 1828               |
| Arthur Wellesley, 1. Duke of Wellington (Tory Party)       | 1828               | 1834               |
| Robert Peel                                                | 1834               | 1846               |
| Edward Geoffrey Smith Stanley, 14. Earl of Derby           | 1846               | 1868               |
| Benjamin Disraeli, Earl of Beaconsfield                    | 1868               | 1881               |
| Robert Gascoyne-Cecil, 3. Marquess of Salisbury            | 1881               | 1902               |
| Arthur James Balfour                                       | 12. Juli 1902      | 8. November 1911   |
| Andrew Bonar Law                                           | 13. November 1911  | 17. März 1921      |
| Austen Chamberlain                                         | 21. März 1921      | 19. Oktober 1922   |
| Andrew Bonar Law                                           | 23. Oktober 1922   | 22. Mai 1923       |
| Stanley Baldwin                                            | 22. Mai 1923       | 28. Mai 1937       |
| Neville Chamberlain                                        | 28. Mai 1937       | 9. Oktober 1940    |
| Winston Churchill                                          | 9. Oktober 1940    | 7. April 1955      |
| Anthony Eden                                               | 7. April 1955      | 10. Januar 1957    |
| Harold Macmillan                                           | 10. Januar 1957    | 19. Oktober 1963   |
| Alec Douglas-Home                                          | 19. Oktober 1963   | 27. Juli 1965      |
| Edward Heath                                               | 27. Juli 1965      | 11. Februar 1975   |
| Margaret Thatcher                                          | 11. Februar 1975   | 27. November 1990  |
| John Major                                                 | 27. November 1990  | 19. Juni 1997      |
| William Hague                                              | 19. Juni 1997      | 13. September 2001 |
| Iain Duncan Smith                                          | 13. September 2001 | 6. November 2003   |
| Michael Howard                                             | 6. November 2003   | 6. Dezember 2005   |
| David Cameron                                              | 6. Dezember 2005   | 11. Juli 2016      |
| Theresa May                                                | 11. Juli 2016      | 23. Juli 2019      |
| Boris Johnson                                              | 23. Juli 2019      | 5. September 2022  |
| Liz Truss                                                  | 5. September 2022  | 24. Oktober 2022   |
| Rishi Sunak                                                | 24. Oktober 2022   | 2. November 2024   |
| Kemi Badenoch                                              | 2. November 2024   |                    |

## Vorsitzende (Chairman)
Während der Parteiführer der eigentliche Chef der Partei ist, kommt dem Chairman die Aufgabe eines Generalsekretärs zu, der für den internen Geschäftsbetrieb der Partei zuständig und Leiter des zentralen Parteibüros ist. In den Zeiten, in denen die Conservative Party den Premierminister stellt, ist der Parteivorsitzende in der Regel Mitglied der Regierung, meist als Minister ohne Geschäftsbereich. Neben dem Vorsitzenden bestehen oftmals stellvertretende Vorsitzende (Deputy Chairman/Vice-Chairman) für wichtige Politikfelder wie Jugend, Frauen oder Kommunalpolitik. Vorsitzende der Konservativen waren:
- 1911–1916: Arthur Steel-Maitland
- 1916–1923: George Younger, 1. Viscount Younger of Leckie
- 1923–1926: Stanley Jackson
- 1926–1930: John Davidson
- 1930–1931: Neville Chamberlain
- 1931–1936: John Baird, 1. Viscount Stonehaven
- 1936–1942: Douglas Hacking
- 1942–1944: Thomas Dugdale, 1. Baron Crathorne
- 1944–1946: Ralph Assheton
- 1946–1955: Frederick Marquis, 1. Earl of Woolton
- 1955–1957: Oliver Poole
- 1957–1959: Quintin McGarel Hogg
- 1959–1961: Rab Butler
- 1961–1963: Iain Macleod
- 1963–1963: Co-Vorsitzende Oliver Poole, 1. Baron Poole und Iain Macleod (beide zweites Mal)
- 1963–1965: John Hare, 1. Viscount Blakenham
- 1965–1967: Edward du Cann
- 1967–1970: Anthony Barber
- 1970–1972: Peter Thomas
- 1972–1974: Peter Carington, 6. Baron Carrington
- 1974–1975: William Whitelaw, 1. Viscount Whitelaw
- 1975–1981: Peter Thorneycroft
- 1981–1983: Cecil Parkinson
- 1983–1985: John Gummer
- 1985–1987: Norman Tebbit
- 1987–1989: Peter Brooke, Baron Brooke of Sutton Mandeville
- 1989–1990: Kenneth Baker, Baron Baker of Dorking
- 1990–1992: Chris Patten
- 1992–1994: Norman Fowler
- 1994–1995: Jeremy Hanley
- 1995–1997: Brian Mawhinney
- 1997–1998: Cecil Parkinson (zweites Mal)
- 1998–2001: Michael Ancram
- 2001–2002: David Davis
- 2002–2003: Theresa May
- 2003–2005: Co-Vorsitzende Liam Fox und Maurice Saatchi
- 2005–2007: Francis Maude
- 2007–2009: Caroline Spelman
- 2009–2010: Eric Pickles
- 2010–2012: Co-Vorsitzende Baroness Warsi und Lord Feldman of Elstree
- 2012–2015: Co-Vorsitzende Grant Shapps und Lord Feldman of Elstree
- 2015–2016: Lord Feldman of Elstree
- 2016–2017: Sir Patrick McLoughlin
- 2018–2019: Brandon Lewis
- 2019–2020: Co-Vorsitzende James Cleverly und Ben Elliot
- 2020–2022:[11] Ben Elliot (von 13. Februar 2020 bis 15. September 2021 Co-Vorsitzende Amanda Milling[12])
- 2022–2023: Greg Hands
- seit November 2023: Richard Holden

## Mitgliederschaft
2020 führte Tim Bale, Professor an der Queen Mary University of London, eine Untersuchung über die Mitgliederschaft der Partei durch; laut seinen Analysen sind 63 Prozent der Mitglieder männlich, während 37 Prozent weiblich sind. Der Anteil der Über-65–jährigen beträgt 39 Prozent, 19 Prozent der Mitglieder sind zwischen 50 und 64 Jahren alt. 36 Prozent der Mitglieder sind der Altersgruppe zwischen 25 und 49 Jahren zugehörig, die restlichen 6 Prozent sind 24 oder jünger. Der überwiegende Teil der Mitgliederschaft rekrutiert sich aus der Mittelklasse. 56 Prozent leben in London und dem Südosten des Landes. 2016 sprachen sich 76 Prozent der Mitglieder für den Brexit aus.

## Teilorganisationen
- London Conservatives
- Gibraltar Conservatives
- Northern Ireland Conservatives
- Scottish Conservative Party
- Welsh Conservative Party